# Poa gymnantha
Poa gymnantha är en gräsart som beskrevs av Pilg.. Poa gymnantha ingår i släktet gröen, och familjen gräs. Inga underarter finns listade i Catalogue of Life.